# Square Pictures
Square Pictures war die Animationsfilm-Abteilung von Square. Das in Honolulu ansässige Unternehmen begann 1997 seine Arbeit an dem Animationsfilm Final Fantasy. Am 11. Juli 2001 wurde der Film unter dem Titel Final Fantasy: Die Mächte in dir veröffentlicht.
Anders als erwartet, spielte der Film weniger als die Produktionskosten ein, die bei ca. 130 Mio. Dollar lagen. Dies führte zur Auflösung von Square Pictures.
Vorher jedoch, drehten sie den Kurzfilm Der letzte Flug der Osiris für die Animatrix Serie.
2003 schlossen sich die beiden Unternehmen Square und Enix zusammen zu Square Enix. Bald begannen die Arbeiten an einem neuen Final Fantasy Film, Final Fantasy VII: Advent Children, der als Fortsetzung des Spieles Final Fantasy VII gedacht war.